# Calyptomerus dubius
Calyptomerus dubius é uma espécie de insetos coleópteros polífagos pertencente à família Clambidae. A autoridade científica da espécie é Marsham, tendo sido descrita no ano de 1802. Trata-se de uma espécie presente no território português.[carece de fontes?]